# Dabang

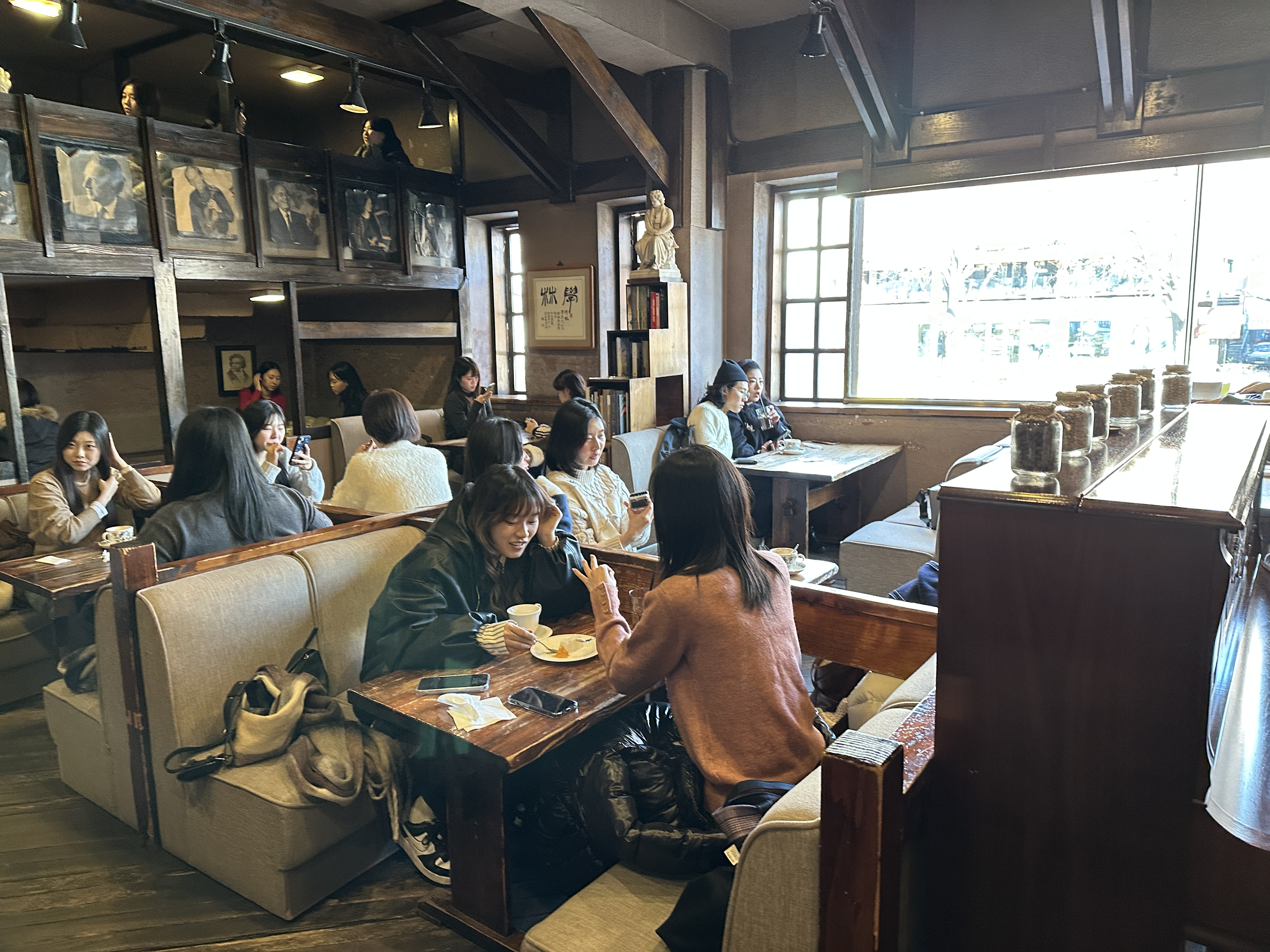
Photo d'un établissement Dabang.

Un dabang (다방) est un établissement de boisson coréen qui sert principalement du café, du thé et des boissons non alcoolisées,.
À l'époque moderne, le mot est également utilisé pour désigner des enseignes comme Starbucks.